# Baraka pet Be
Baraka pet Be, novela Miroslava Krleže prvi put objavljena u Novoj Evropi, 1921., knjiga II., br. 8, a zatim u knjizi Hrvatski bog Mars (Zagreb 1922.).

## Sadržaj
Grof Maksimilijan Axelrode, potomak prastarog austrijskog plemstva i visoki časnik Suverenoga malteškog reda, šef je velike bolnice koja se pod zastavom Crvenog križa nalazi iza ratnih linija na prostoru između Stanislavova i Krakova. U jednoj kritičnoj situaciji u kolovozu 1916., kad se nakon austrijskog povlačenja očekuje dolazak Rusa, Axelrode zajedno s otmjenim damama, koje mu pomažu, i polovicom osoblja odlazi u sigurnije područje. U iščekivanju dolaska druge vojske, u bolnici nastaje anarhija. Pijančuje se i dvije su bolničarke silovane; raspojasani su i pokretni bolesnici i zarobljeni Rusi, koji obavljaju pomoćne poslove. Austrijski protuudar bio je uspješan pa neprijatelj ne stiže do bolnice. Vraća se Axelrode, koji uspostavlja red. Sedam je zarobljenika strijeljano. Ranjenici su natjerani da i na nosilima sudjeluju u sablasnoj paradi u kojoj pozdravljaju austrijsku zastavu, a kasnije rukovodeće osoblje pred barakama pije i nazdravlja u čast pobjede. Pripovijedanje je uglavnom usredotočeno na opis barake Pet Be, u kojoj leže nepokretni ranjenici, operirani i oni kojima nema spasa. 
Izmiješani su Madžari i Hrvati, njem. Austrijanci, Slovaci i riječki Talijani, Rusi, ratni zarobljenici iz Sibirije. Miješaju se glasovi, pjesma, pučki stihovi i uzrečice na raznim jezicima, cinizam i besanica, hroptanje i agonija. Priča je u tradiciji ekspresionističkog slikanja masovne scene s kolektivnim nosiocem radnje, u kojoj je donekle individualiziran đak Vidović, koji je na postelju broj osam (na kojoj svake noći kao da umire drugi) donesen prostrijeljenih pluća. Prije toga okupali su ga u betonskom bazenu sa smrdljivom vodom, po kojoj ispod parnih tuševa plivaju krvavi zavoji i vata. U agoniji Vidović sluša kako svatko na svom jeziku zaziva Gospodina ili majku, a sam se osjeća bespomoćno i nezaštićeno pri pomisli na hrvatskog drvenog Kristuša »na blatnoj cesti, kojom se cijedi gnojnica; kraj koga ne prolazi nijedna pijanica, a da ga ne bi proklela; onakav drveni hrvatski Bog, gol, bijedan, kome fali lijeva noga, oh, Bog sa soldačkom kapom...« U nemoćnom očaju Vidović se naginje nad svoju posudu s blatom namjeravajući je baciti na stolnjak slavitelja ispred prozora barake - ali u tom pred- smrtnome buntovnom porivu pada u bujici vlastite krvi. S Vidovićem Krleža je označio i specifičan hrvatski tragični udio u sudbini šireg Podunavlja. Lokacija radnje i ukupnost njezinih likova - ranjenika, osoblja, plemstva, od najpodređenijega do najvišega - groteskan je simbol Austro-Ugarske Monarhije, pretenciozno dekorativne u svom javnom liku, ali i dezorijentirane i demoralizirane, u danima uoči njezina konačnog sloma. Naturalistički groteskno predočeno umiranje pojedinaca ističe tu impresivno razrađenu temu jednoga od najkraćih, ali značenjem najzgusnutijih Krležinih fikcionalnih tekstova.